# Comuna Rișca, Cluj
Rișca (în maghiară Roska) este o comună în județul Cluj, Transilvania, România, formată din satele Dealu Mare, Lăpuștești, Mărcești și Rișca (reședința).

## Obiective turistice
- Lacul Tarnița
- Lacul Beliș-Fântânele (zonă peisagistică protejată).
- Mănăstirea Râșca Transilvană

## Demografie
Componența etnică a comunei Rișca
     Români (92,71%)
     Alte etnii (0,59%)
     Necunoscută (6,69%)
Componența confesională a comunei Rișca
     Ortodocși (88,31%)
     Penticostali (3,31%)
     Alte religii (1,1%)
     Necunoscută (7,29%)
Conform recensământului efectuat în 2021, populația comunei Rișca se ridică la 1.180 de locuitori, în scădere față de recensământul anterior din 2011, când fuseseră înregistrați 1.446 de locuitori. Majoritatea locuitorilor sunt români (92,71%), iar pentru 6,69% nu se cunoaște apartenența etnică. Din punct de vedere confesional, majoritatea locuitorilor sunt ortodocși (88,31%), cu o minoritate de penticostali (3,31%), iar pentru 7,29% nu se cunoaște apartenența confesională.

## Politică și administrație
Comuna Rișca este administrată de un primar și un consiliu local compus din 9 consilieri. Primarul, Alin Florin Abrudan[*], de la Partidul Social Democrat, este în funcție din octombrie 2020. Începând cu alegerile locale din 2024, consiliul local are următoarea componență pe partide politice:
|  | Partid                          | Consilieri | Componența Consiliului | Componența Consiliului | Componența Consiliului | Componența Consiliului | Componența Consiliului |
|  | ------------------------------- | ---------- | ---------------------- | ---------------------- | ---------------------- | ---------------------- | ---------------------- |
|  | Partidul Social Democrat        | 5          |                        |                        |                        |                        |                        |
|  | Partidul Național Liberal       | 2          |                        |                        |                        |                        |                        |
|  | Alianța pentru Unirea Românilor | 1          |                        |                        |                        |                        |                        |
|  | Uniunea Salvați România         | 1          |                        |                        |                        |                        |                        |

### Evoluție istorică
De-a lungul timpului populația comunei a evoluat astfel:
Râșca, Cluj - evoluția demografică

|  | Graficele sunt indisponibile din cauza unor probleme tehnice. Mai multe informații se găsesc la Phabricator și la wiki-ul MediaWiki. |

Date: Recensăminte sau birourile de statistică - grafică realizată de Wikipedia

## Imagini

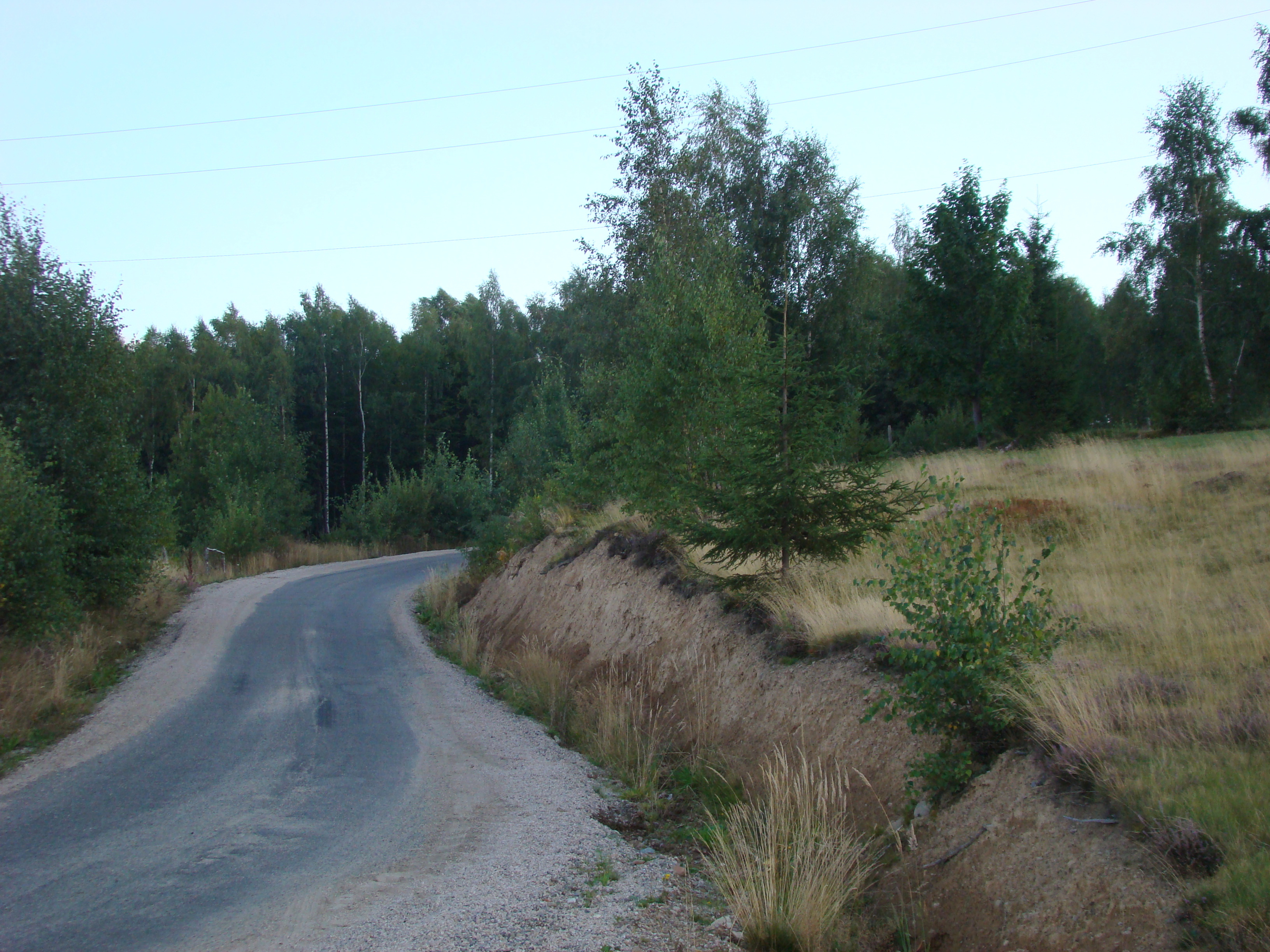
Drumul spre satul Râșca
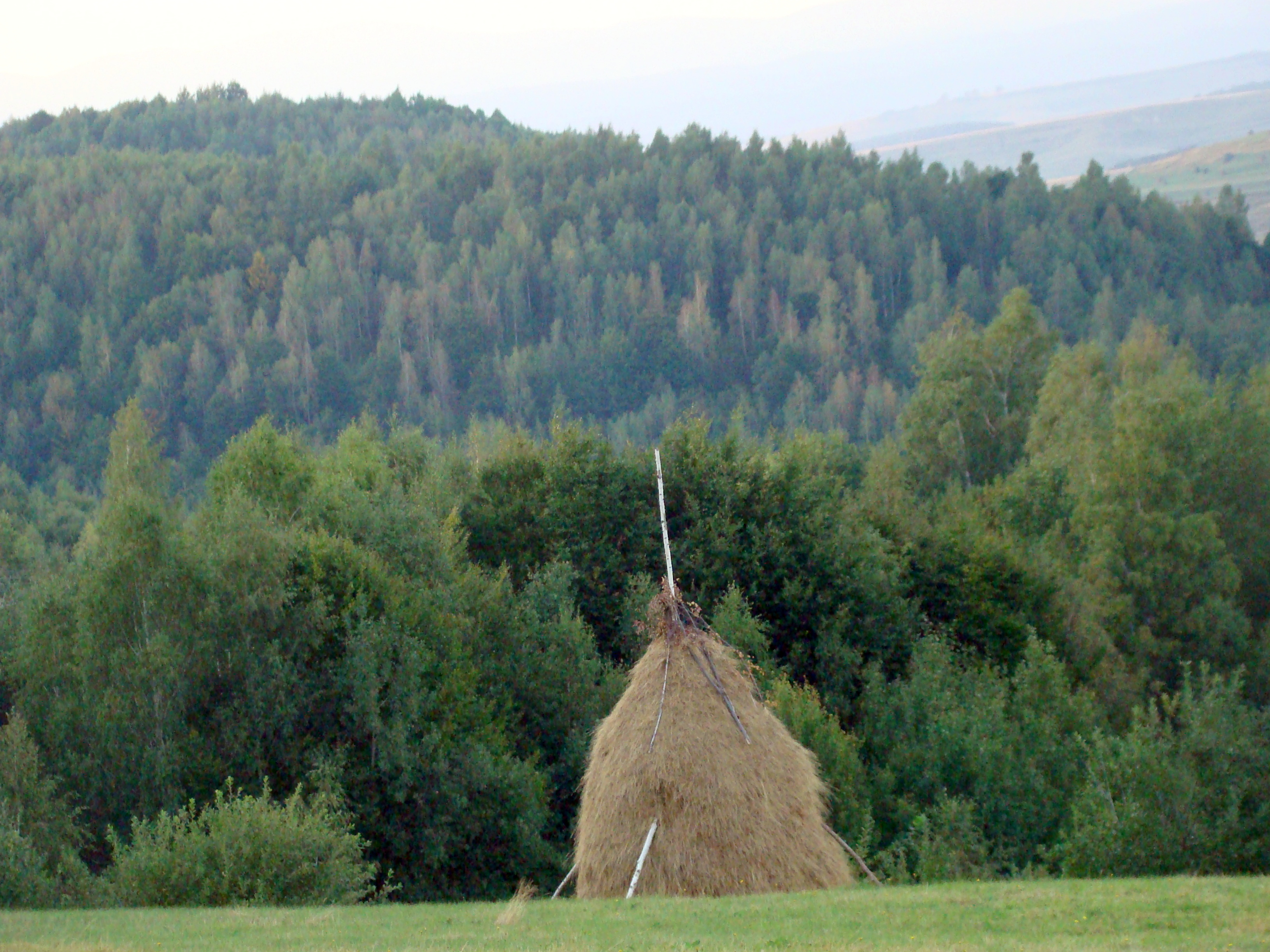
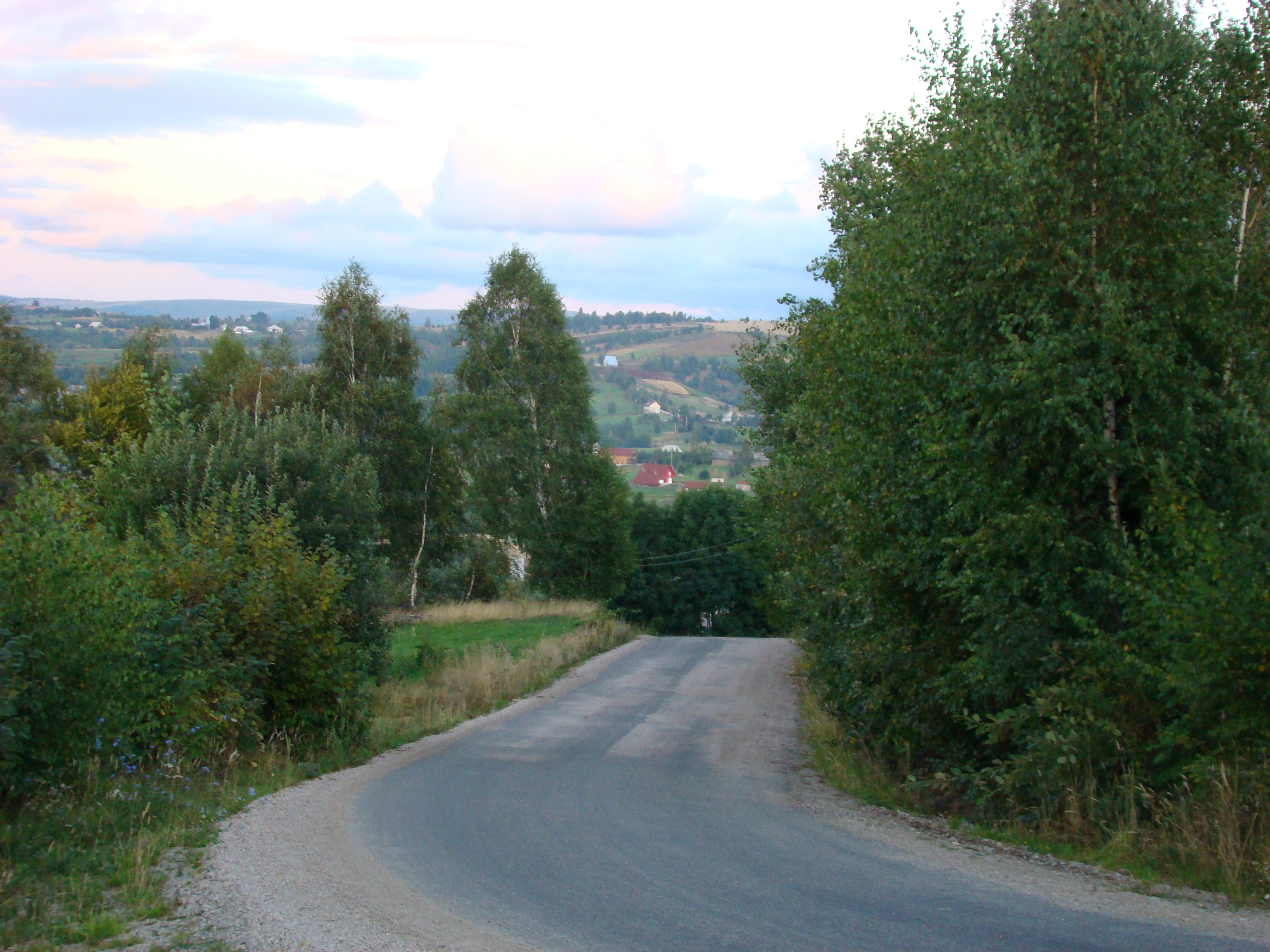
Drumul spre satul Râșca
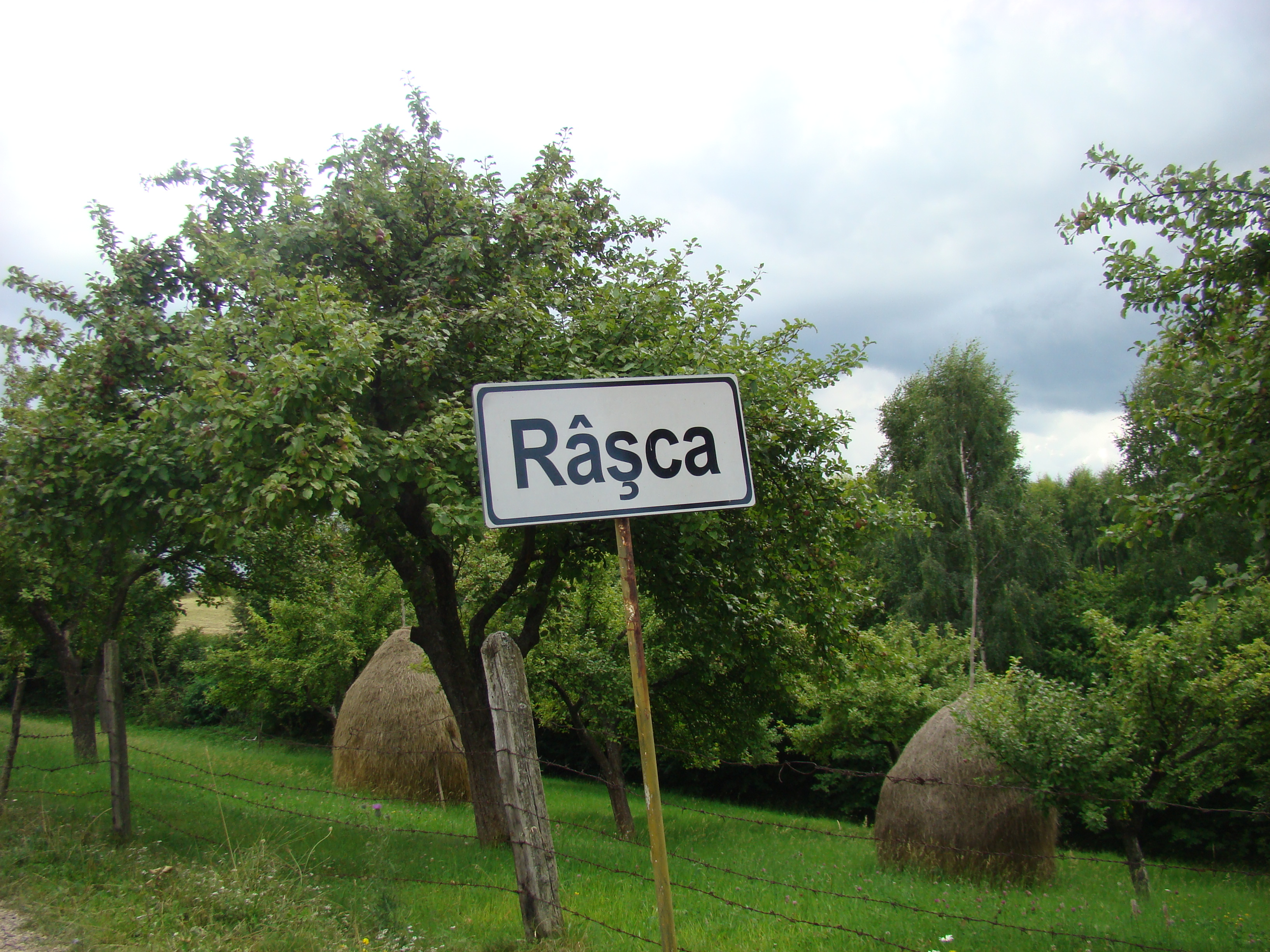
Intrarea în localitate
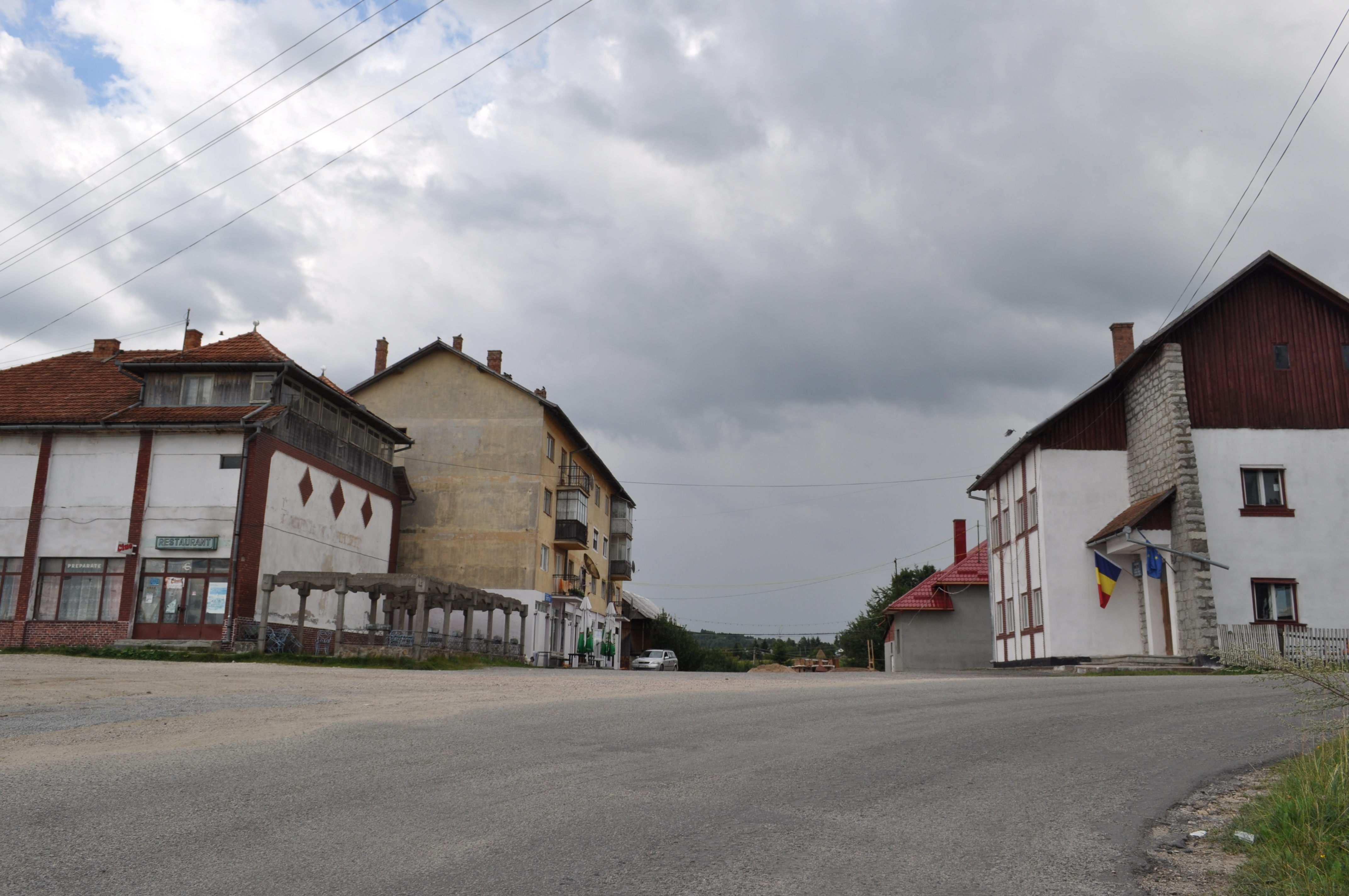
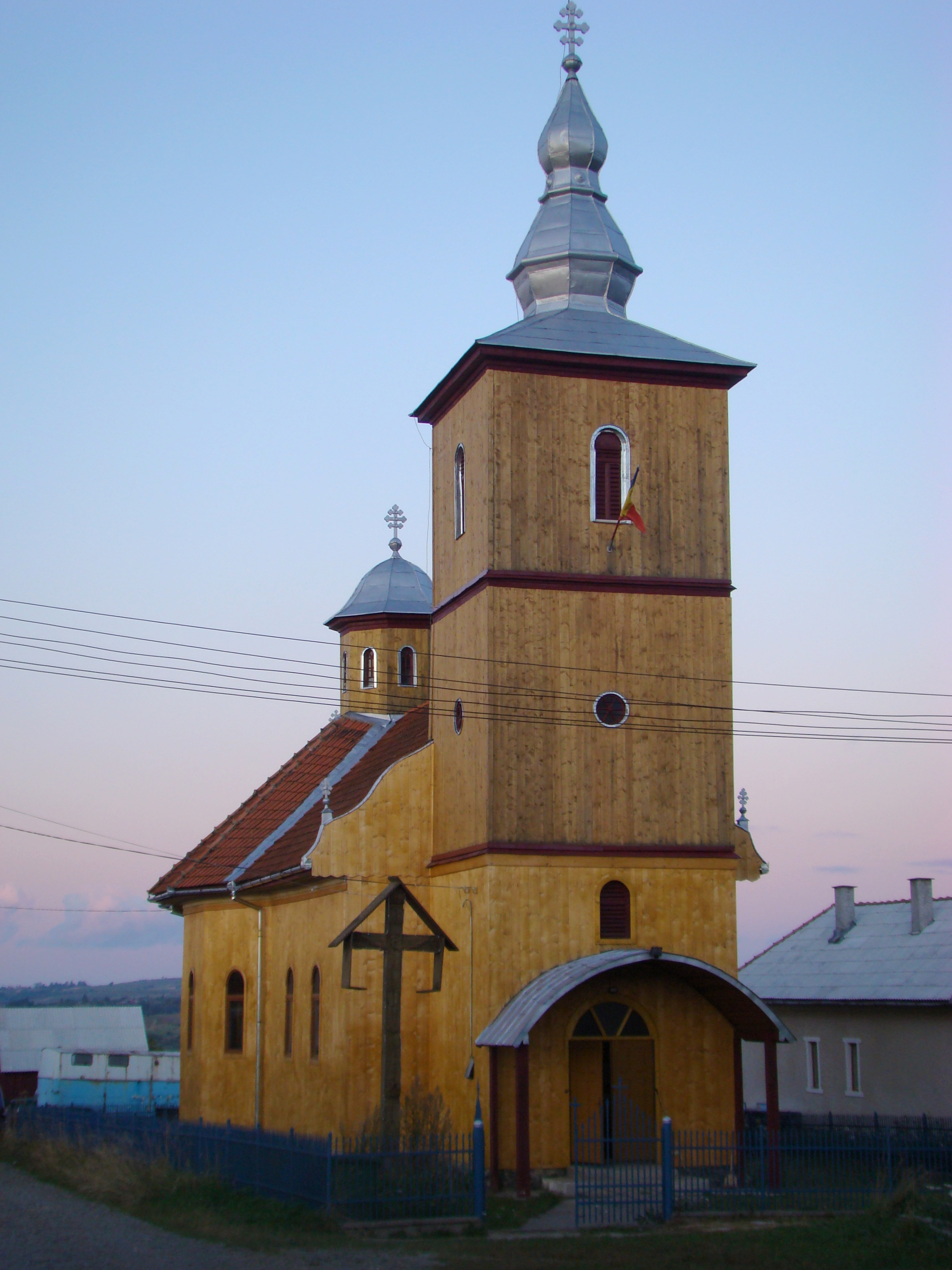
Biserica din lemn de brad din Râșca Onicești (1938)
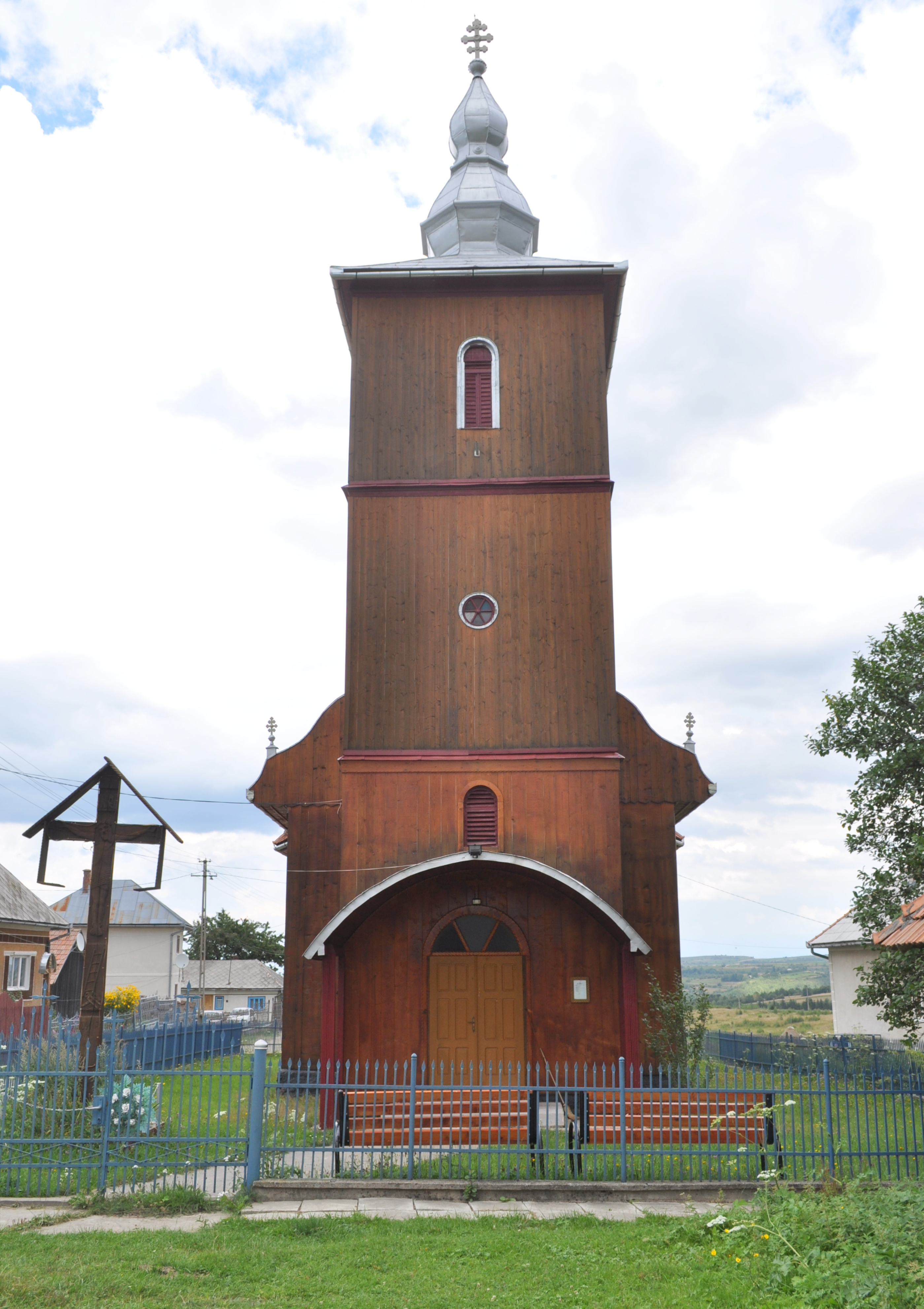
Biserica din lemn de brad din Râșca Onicești (1938)
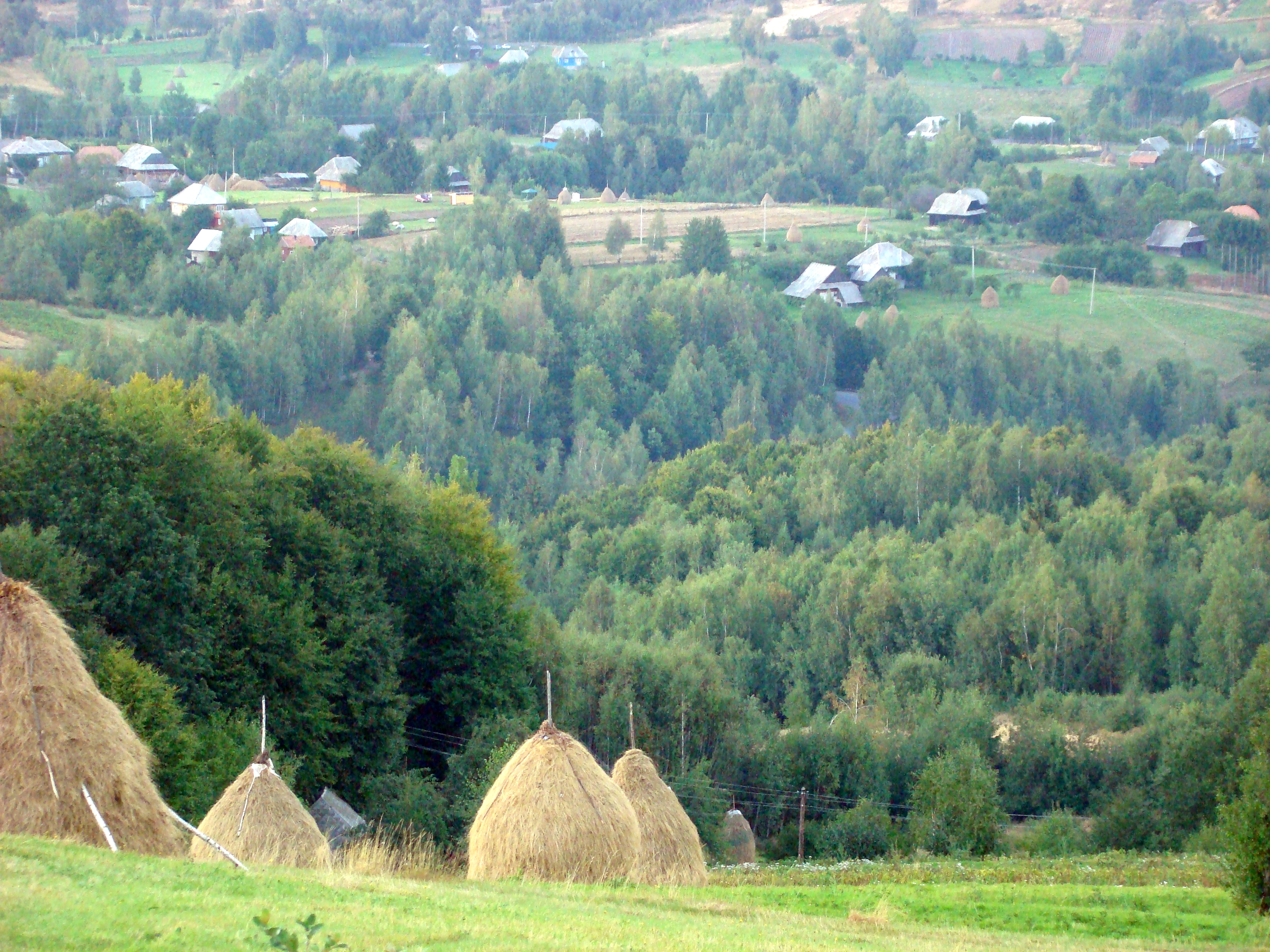
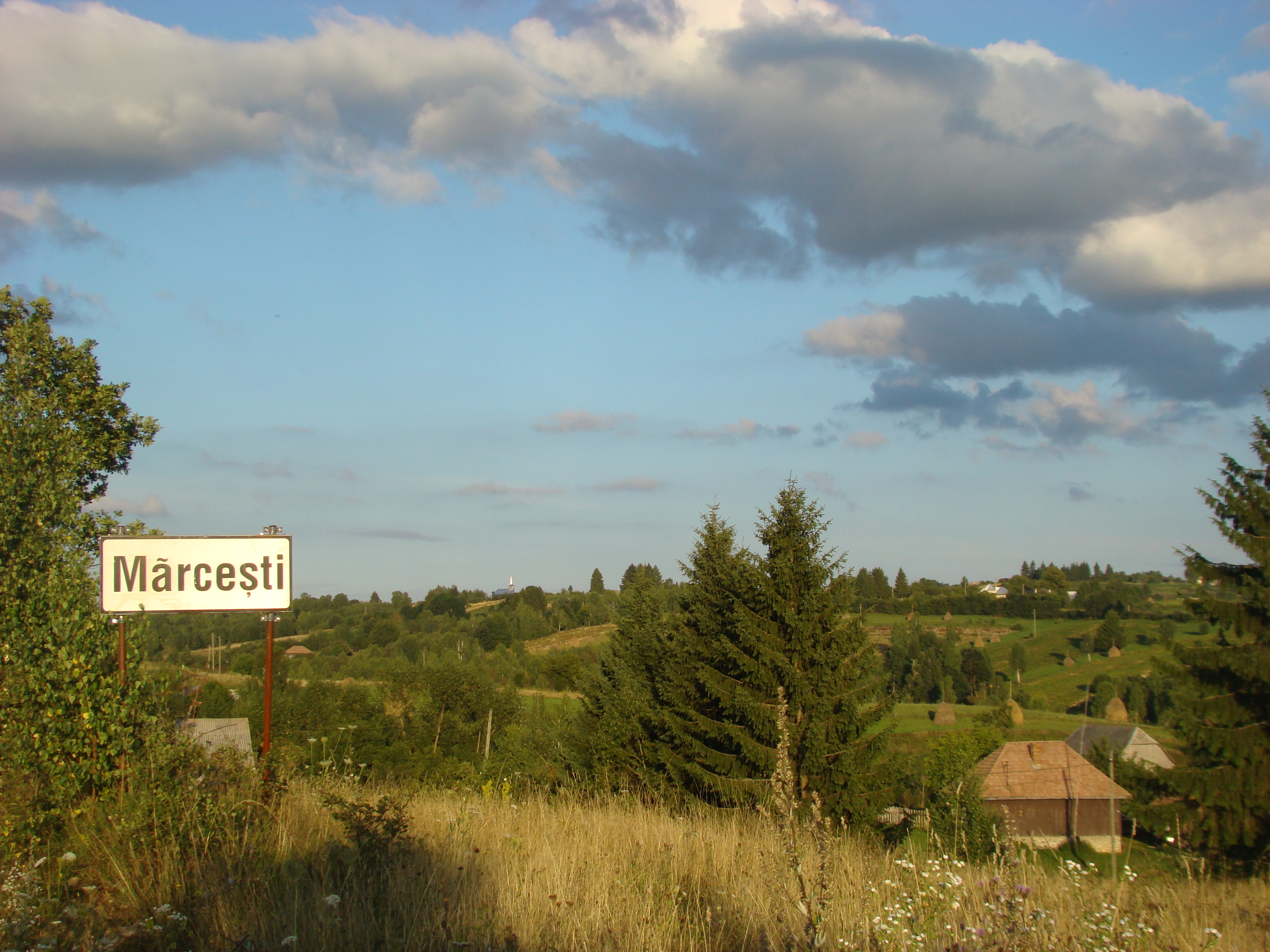